# Wiskott-Aldrich-Syndrom-Faktor 2
Das zweite Mitglied der Wiskott-Aldrich-Syndrom-Proteine, auch WAVE2 genannt, ist ein regulatorisches Protein, das beim Menschen vom Gen WASF2 auf Chromosom 1 auf neun Exons codiert wird. Es wird ubiquitär exprimiert.

## Struktur und Funktion
Das Protein enthält N-terminal wie alle WAVE-Proteine eine WHD (WAVE-Homologie-) Domäne, die wichtig für die Aktivierung ist. In Richtung C-Terminus finden sich eine basische Region und eine prolinreiche Domäne, an die SH3-haltige Signalproteine und Profilin binden können. Weiterhin die in allen WASP/WAVE-Proteinen vorhandene VCA-Domäne (Verprolin-Homologie-, Coflin-Homologie und acid=„sauer“), die entscheidend für die Regulation des Aktinzytoskeletts ist. Diese Domäne kann nämlich an den Arp 2/3-Komplex binden und diesen aktivieren; der Komplex wiederum fördert die Bildung von Aktinfilamenten über Nukleation. Damit hat WAVE2 Einfluss auf die Form und Beweglichkeit sowie Funktion der Zelle.

## Aktivierung
Grundlegend ist die Bindung von Sra-1 (oder seine Isoform PIR121), Nap-1, Abi-1 oder 2, sowie HSPC300 an die WHD-Domäne von WAVE2. Dabei ist Sra-1 ein Rac-Effektor, der spezifisch die aktivierte GTPase Rac erkennt und bindet, was über die anderen genannten Proteine wahrscheinlich die Aktivierung von WAVE2 zur Folge hat. WAVE2 fungiert also als eine Art Verbindungsstück zwischen Signalproteinen und dem Aktinzytoskelett.
Daneben sind Interaktionen der Polyprolindomäne von WAVE mit SH3-haltigen Proteinen oder aber die Interaktion der SH3-Domäne der Abi-Proteinen mit prolinhaltigen Motiven anderer Proteine denkbar.